# Brit Awards 1995
15. ceremonia rozdania BRIT Awards, prestiżowych nagród wręczanych przez Brytyjski Przemysł Fonograficzny odbyła się 20 lutego 1995 roku. Wydarzenie to miało miejsce w Alexandra Palace w Londynie w Wielkiej Brytanii.

## Nominacje i zwycięzcy
| Brytyjski album roku | Producent roku |
| --- | --- |
| - Blur – Parklife - Eternal – Always & Forever - Massive Attack – Protection - Oasis – Definitely Maybe - Pink Floyd – The Division Bell | - Nellee Hooper - Ed Buller - Stephen Street - Trevor Horn                                                                                          |
| Brytyjski utwór roku | Brytyjski teledysk roku |
| - Blur – "Parklife" - Blur – "Girls & Boys" - East 17 – "Stay Another Day" - Oasis – "Live Forever" - Wet Wet Wet – "Love Is All Around" | - Blur – "Parklife" - Jamiroquai – "Space Cowboy" - The Rolling Stones – "Love Is Strong" - Seal – "Prayer for the Dying" - Suede – "The Wild Ones" |
| Najlepszy brytyjski artysta | Najlepsza brytyjska artystka |
| - Paul Weller - Elvis Costello - Eric Clapton - Morrissey - Seal                                                                         | - Eddi Reader - Des’ree - Kate Bush - Lisa Stansfield - Michelle Gayle                                                                              |
| Najlepszy artysta międzynarodowy | Najlepsza artystka międzynarodowa |
| - Prince - Bryan Adams - Luther Vandross - Warren G - Youssou N’Dour                                                                     | - k.d. lang - Kylie Minogue - Madonna - Sinéad O’Connor - Tori Amos                                                                                 |
| Najlepszy zespół międzynarodowy | Najlepszy nowy wykonawca międzynarodowy |
| - Blur - Eternal - M People - Oasis - Pink Floyd                                                                                         | - Oasis - Echobelly - Eternal - PJ & Duncan - Portishead                                                                                            |
| Najlepszy brytyjski artysta taneczny | Najlepsza ścieżka dźwiękowa |
| - M People - The Brand New Heavies - Eternal - Massive Attack - The Prodigy                                                              | - Pulp Fiction - Forrest Gump - Cztery wesela i pogrzeb - Król lew - Filadelfia                                                                     |